# Andromakhe saguazu
Andromakhe saguazu es una especie de pez de la familia Characidae en el orden de los Characiformes.

## Morfología
Los machos pueden llegar alcanzar los 9 cm de longitud total.
- Número de  vértebras: 31-33.[2]

## Hábitat
Vive en zonas de clima subtropical.

## Distribución geográfica
Se encuentran en Sudamérica: cuenca del río Uruguay (Argentina, Brasil y Uruguay).